# 卡利格
卡利格，是西班牙瓦伦西亚自治区卡斯特利翁省的一个市镇。总面积28平方公里，总人口1748人（2001年），人口密度62人/平方公里。